# Barry McCoy
Barry Malcolm McCoy (Trenton, 14 de dezembro de 1940) é um físico estadunidense.
McCoy obteve um doutorado em 1967 na Universidade Harvard, orientado por Tai Tsun Wu, com a tese Spin correlations of the two dimensional Ising model.
Recebeu o Prêmio Dannie Heineman de Física Matemática de 1999. Foi palestrante convidado do Congresso Internacional de Matemáticos em Berlim (1998: Rogers-Ramanujan identities: a century of progress from mathematics to physics, com Alexander Berkovich).